# 大武壠族
大武壠族或稱大滿族，為台灣原住民的一支，清朝文獻稱之為「四社熟番」、「倚山熟番」，原鄉在臺南玉井盆地（更早位於大內區、山上區一帶），現今主要分佈在台南、高雄兩地區的丘陵和河谷地帶，2009年八八風災前，高雄縣小林村曾為台灣大武壠族人口最多的部落。台灣東部的花蓮、台東也有來自西部遷入的平埔原住民族群，其中多數為大武壠族。據簡文敏等學者以日治時期的種族登記推估，目前臺灣的大武壠族後裔可能超過兩萬，是人數次多的未正名臺灣原住民族，僅次於馬卡道族。
2013年11月15日在花蓮縣富里鄉鄉長正式認定當地包括大武壠族在內的平埔族群為「鄉定原住民」，成為第一個認定平埔族群為「鄉定原住民族」的鄉鎮。2024年8月向原住民族委員會遞交族別認定申請書。

## 族名由來
大武壠族自稱 Taivoan 或 Taibowan，音近台語之「大滿」、「台窩灣」、「台灣」，加之族人發源自臺南，也的確曾建立台歐灣社（Taiouwang），故林清財、陳耀昌等部分學者及文史工作者認為大武壠族的自稱或其社名即為「台灣」一名之由來。翁佳音等其他學者並不認同此說法。
楊森富進一步認為，Taivoan、Tevorangh 等自稱或社名，是大武壠語「月社」或「月世界」之意，按大武壠語「月亮」為 buan、voan 或 bulan，因部落位於群山環抱之丘陵，仿若月世界，二說為玉井盆地為高原，類月世界。然數世紀前族人如何有月世界的概念，此說法值得保守觀之。

## 族群分類

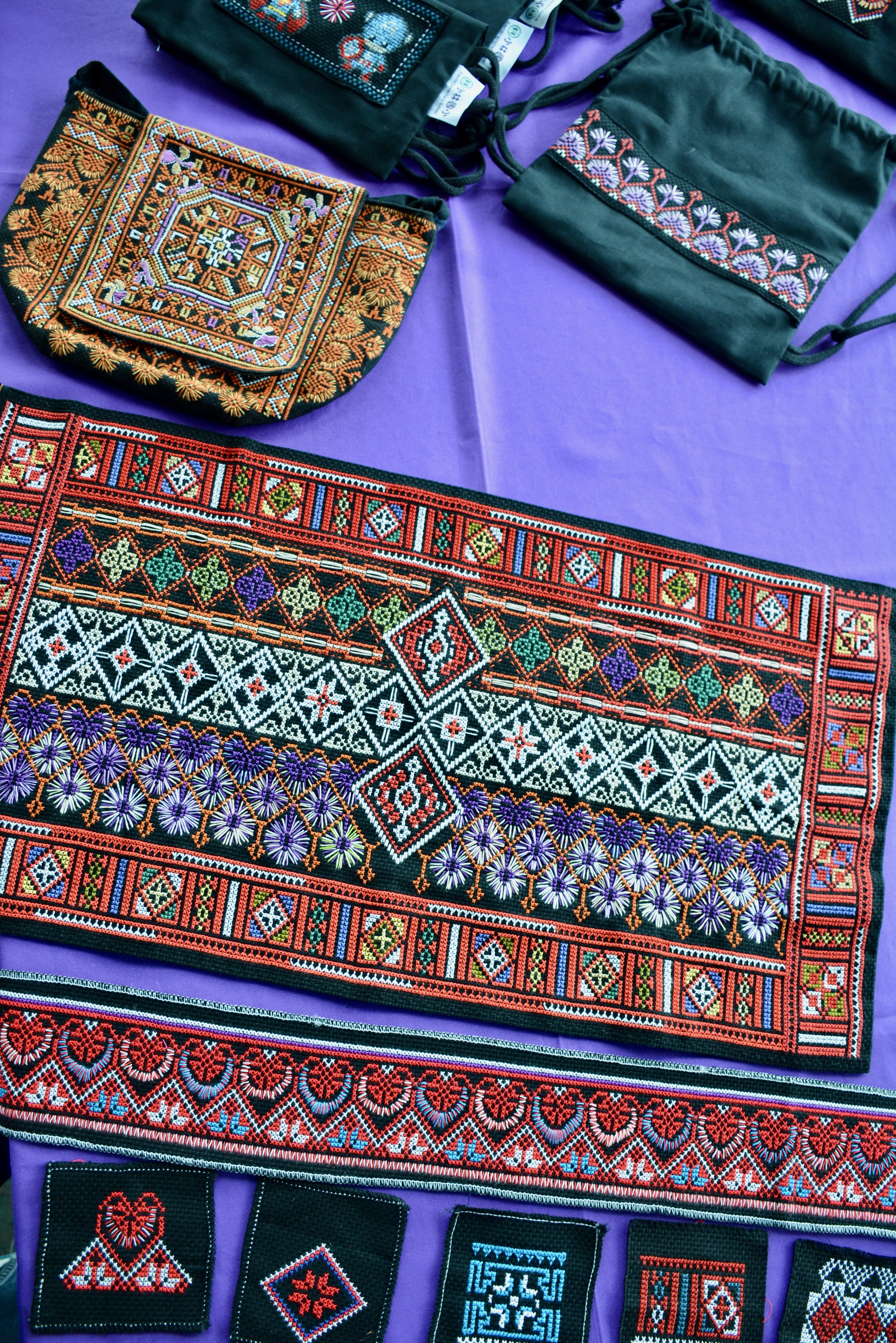
小林村族人的十字繡作品，採用針狀花等甲仙地區大武壠族人特有的圖紋，形成足以與其他族群區別的鮮明文化

大武壠族過去一度被分類為平埔族群，小川尚義等學者認為是西拉雅族的分支，但澳洲國立大學的文化人類學暨語言學家費羅禮（Raleigh Farrell）則透過 17 世紀荷蘭文獻的紀錄，將大武壠族獨立出來，認為當時台灣西南部平原至少有五支原住民族：
- Siraya（西拉雅族）
- Tevorang-Taivuan（大武壠族）
- Takaraian（塔加里揚人，現屬於馬卡道族）
- Pangsoia-Dolatok（放索人，現屬於馬卡道族）
- Longkiau（瑯嶠人，現屬於馬卡道族）

過往大武壠族被歸為西拉雅族其中一亞族，主要是根據荷蘭宣教士干治士（George Candidius）1628年1月提到，大武壠社與新港社、蕭壟社等西拉雅族部落有相同的風俗、語言與信仰，但費羅禮在分析荷蘭時期各史料後發現這是個錯誤的分類，直指「大武壠族顯然是個在文化語言上，均顯著不同的族群」，也質疑干治士對大武壠社根本不了解，「幾乎可確定的是，他在1628年提出那段有名的說法（指干治士宣稱包含大武壠社在內的八個部落同屬西拉雅族）時，根本還未到過大武壠社。荷蘭人第一次拜訪大武壠社是在1636年1月⋯⋯」
荷蘭學者 W. R. Ginsel 另提到荷蘭人1636年的紀錄：「（大武壠）番社番人，身體比沿海番社社人瘠瘦，他們的耳朵長垂，期間有許多大的穿洞。該社甚大，位於美麗的高山大谷中，約有一日路程之遙。人口稠密，並有較其他地方為多的異教偶像，他們的慣習，與我們一樣，而與其他番社不同，男子娶女子，與子女同居一屋。」由此可知，大武壠社族人體型與文化均有別於當時西拉雅四大社，自成獨立的族群系統。
考古學者劉益昌教授亦表示，從考古學的資料而言，西拉雅、大武壠、馬卡道等三族完全都不同。
除了費羅禮等上述作者，馬淵東一及近代學者如土田滋、李壬癸、簡文敏、胡家瑜及林清財等人也各從語言、文化等不同面向的差異、日治時期族人的自稱，乃至近代族人自我認同，都將大武壠族視為一支獨立的原住民族：

### 認同
根據20世紀初日人至各部落訪調紀錄，乃至當代部分仍保留我族稱呼之大武壠族部落，相較於西拉雅諸社族人自稱「Siraya」（西拉雅），馬卡道諸社族人自稱「Makatao」（馬卡道），荖濃、小林村及大等大武壠族部落族人，均自稱「Taivoan」（大滿）。
鄰近族群裡，例如布農族泛稱噶瑪蘭族以外之平埔族群為「Tangavulan」、撒奇萊雅族稱「Tangabulan」、噶瑪蘭族稱「Tengabulan」、阿美族稱「Tangabulan」、「Tangafodan」、「Tafangolan」，原意為「南方來的人」，亦可能與大武壠族人為除了噶瑪蘭族以外，乃上述族群在生活中接觸機會最多之平埔原住民有關。另卡那卡那富族過去亦稱小林村為「Ta'olang」，音極近「大武壠」。

### 語言差異
《熱蘭遮城日誌 III》明確指出大武壠族有自己的語言，與他族溝通需經過翻譯；李瑞源（2015）也據史料敘述，「即便是首任牧師甘治士以為流通新港語的大武壠社，後來也證實擁有自身大武壠語」，並認為大武壠社之所以能通行西拉雅語，「或許是與灣裏社共有獵場、密切交往有關」。
近年來，前中研院史語所副所長李壬癸博士並進一步根據新的語料，認為大武壠語、西拉雅語及馬卡道語三者之間至少有四種音韻演變的差異及一種構詞上的差異，推論西拉雅語、大武壠語及馬卡道語三者約在 3 千多年前就開始分化，只是17 世紀荷蘭人據臺後，採用臺南新港社西拉雅語作為通用語，造成各族群間語言逐漸同化。

### 人種特徵
荷蘭文獻《未刊檔長官書信集》（21 Februari 1636, VOC 1120, fol. 235.）曾提到，大武壠族人「跟沿海那些村社的人比較來，身體瘦小很多；他們的耳垂很長，在那耳垂中有個非常大的洞孔」，「他們結婚以後，跟他們的妻子、 孩子住在 1 個房子裡，跟我們的習俗一樣，跟其他村社的習俗不同」。由此可看出大武壠族與西拉雅族文化之差異。

### 傳統命名方式
大武壠族的傳統命名方式為親子連名，亦即一個人的全名為「個人名＋親名」，與馬卡道族同，例如：
- 某女全名為「龜里浪 老勿」，其父親全名為「老勿 大南蠻」。

另一方面，西拉雅族採氏族名制，亦即一個人的全名為「個人名＋氏族名」，與大武壠族有別。

### 信仰差異
清水純比較大武壠與西拉雅兩族信仰型態，認為各地大武壠族太祖信仰均呈現出「非常明顯的統一性」，是西拉雅族所未見的，包含：
- 祭祀時間：固定於每年農曆九月十五之夜祭。
- 祭祀空間：單房型公廨，公廨內設有「向柱」和「向神座」。
- 祭祀對象：明確區分「太祖」與「老君」，且大部分太祖為姊妹。

### 服飾差異

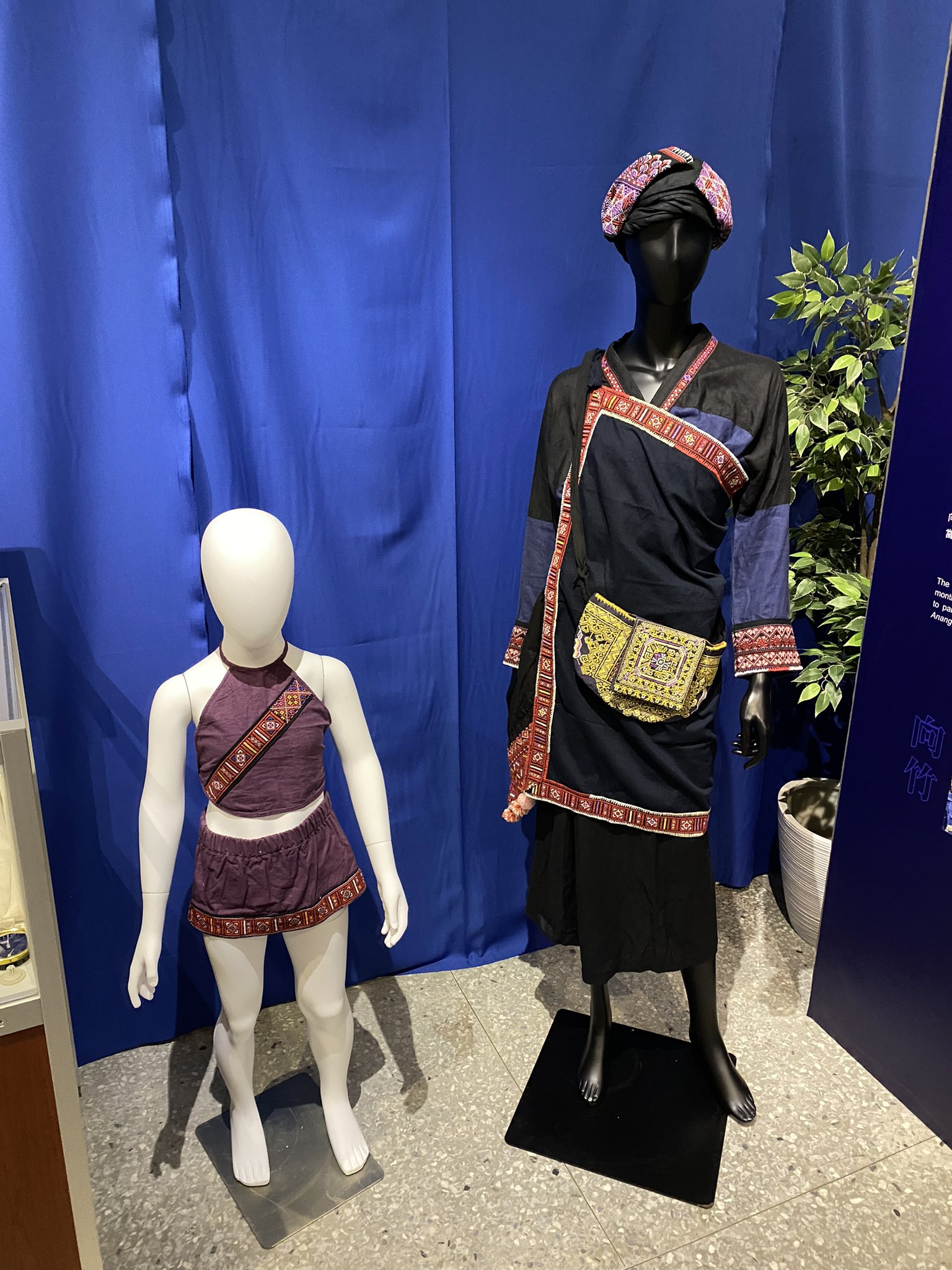
大武壠族服飾

胡家瑜（2014）於探討大武壠族服飾專書《大武壠平埔的衣飾收藏與刺繡工藝》中指出，大武壠族傳統服飾的繡紋裝飾、紋樣元素，「與其他周邊族群如鄒、布農、魯凱與西拉雅等族有明顯差異」，因而成為視覺辨識效果顯著的文化象徵。

## 歷史

### 起源與分佈
關於大武壠族的發源地，目前有幾種說法：
- 玉井盆地：以臺南市文獻委員盧嘉興說法為主。事實上，臺南玉井一名由來即為大武壠語的 Tapani，後再透過日語的音譯成為「玉井」（Tamai）。
- 大內頭社：吳新榮認為大武壠族原鄉在今臺南市大內區大內頭社附近，後被西拉雅族的蕭壠社侵佔。
- 善化：衛惠村認為大武壠族原鄉在今臺南市善化區（原善化鎮），後遷徙至大內、玉井。

根據口述傳統，大武壠族人原居今臺南安平之「臺窩灣社」（Taivoan），後進入臺南新化，建立「大目降社」與「大唪社」（今唪口社）。後受到西拉雅族人壓迫，分兩路遷徙至左鎮及山上，分別建立「木岡社」（今睦光村）及「隙仔口社」。後再次受西拉雅族人逼迫，乃沿著曾文溪溯上，於今臺南大內建立「頭社」（Nounamou）。
又根據日治時期《平埔蕃調查書》記載，四社熟番（大武壠族）原與四社番（拉阿魯哇族）為同一族，起初居住於臺南廳下灣裡附近的海邊，後輾轉遷移山區，包括鹽水廳下的三崁、頭社、霄里，及臺南廳下的芒仔望（芒仔芒）、茄拔等社。後來到了明鄭時期，有一派族人不願向鄭氏繳納人頭稅，逃往北藔等東南一帶山區，於是成為了拉阿魯哇族；而願意納稅的則成為大武壠族。但兩族日後來往仍相當密切。日本學者伊能嘉矩（1897）也曾在今高雄杉林採集到四社熟番（大武壠族）與四社番（拉阿魯哇族）原本為同一族的說法，原居地為臺南虎頭山山麓及水滴崁山西麓。

### 荷蘭時期記載
荷治時期記錄，大武壠族人曾在玉井盆地建立大武壠社、宵里社、茄拔社及芒仔芒社等四大部落，故過去文獻又稱為「四社平埔」或「四社熟番」：
- 大武壠社（Tevorangh、Tevorang、Tivorangh、Tevurang），又稱大武壠頭社，包含：
  - 大武壠本社：又稱大年哖社，位於今臺南市玉井區竹圍里（原臺南縣玉井鄉鹿陶村）[32]。
  - 台歐灣社（Taiouwang、Tajouhan[26]）
  - 突西技社（Tusigit）。
- 霄裡社（Sia-urie、Siyauri）：又稱宵里社或蕭里社，位於今臺南市玉井區豐里里（原臺南縣玉井鄉豐里村口霄里）[35]。
- 芒仔芒社（Vogavon、Voungo Voungor）：今臺南市玉井區三和里[35]。
- 茄拔社（Kapoa）：今臺南市楠西區楠西里（原臺南縣楠西鄉楠西村）[32]。

荷治時期對大武壠社的逐年紀錄如下：
- 1636年：荷蘭軍隊攻擊大武壠社，使族人自臺南大內遷徙至玉井，建立了知名的大武壠族四社：大武壠頭社、霄裡社、茄拔社、芒仔芒社。[36]
- 1637年5月7日：大武壠人再度邀請荷蘭人拜訪村社，表明締和意願。
- 1638年2月25日：大武壠人前來新港社，請求荷蘭人前去建立學校和傳教，至此尚未有神職人員進駐大武壠社。
- 1639年：大武壠社已「有間很大的教會學校，有一名學校教師和年輕助手教導信仰，許多人已經受洗」，且原分屬三社（應指大武壠本社、台歐灣社、突西技社）即將合併。
- 1640年：尤紐斯給總督的信中提到，大武壠社有200人等待受洗。但因該部落距離過遠，駐社神職人員仍未曾到訪。
- 1643年：4月，尤紐斯去信告知已到訪大武壠社，為一些族人受洗和證婚。同年10月5日，大武壠社與其他社長老於熱蘭遮城集會。
- 1644年：1月3日，大武壠社與新港、灣裡、大目降等社已開始在蕭壠社納稅，意義上開始接受東印度公司保護，成為荷蘭共和國屬民。同年9月25日，大武壠社有4名能讀能寫的族人通過牧師各項檢定，開始擔任教師，以每人每月1里爾膳食津貼的方式，於教會學校從事教育工作，「講解宗教的方式甚至比傳教人員還要好」。

明鄭時期，當局大肆在臺南實施軍屯政策，使得西拉雅族往東移動，輾轉入侵大武壠社群所居住的玉井盆地，壓縮族人的生存空間，大武壠族人被迫再次向東遷徙。

### 清朝以降記載

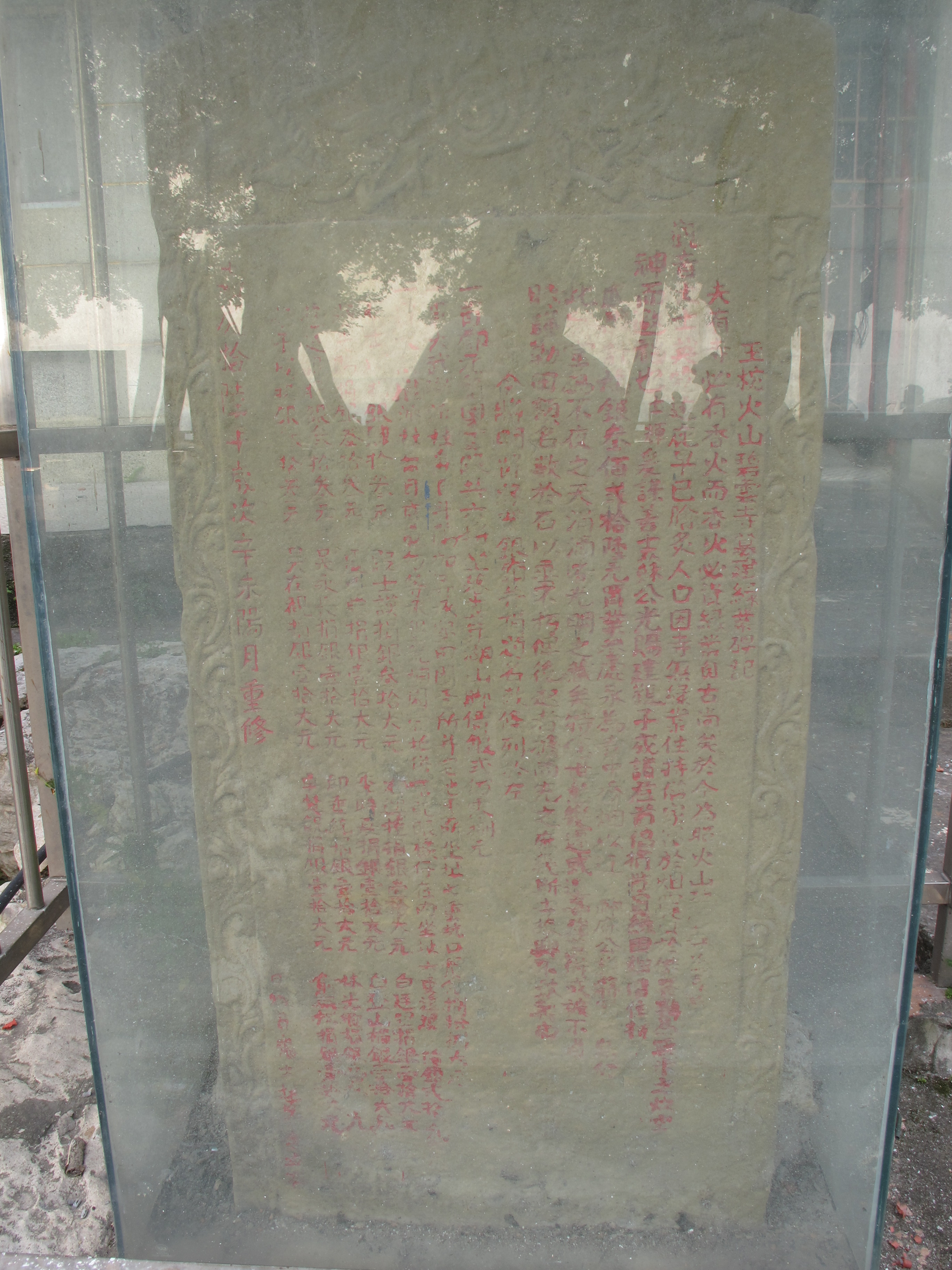
「玉枕火山碧雲寺募為緣業碑記」上的大武壠族遷徙紀錄：「⋯⋯大武壠派社番目荒埔園⋯⋯」

除以上四大社，根據1722年黃叔璥在《臺海使槎錄》一書及盧嘉興的紀錄，大武壠族應至少還有以下數個部落：
- 噍吧哖社（Tapani）：位於大武壠社之南[8]，今玉井街區。
- 大武壠二社：位於噍吧哖社之南[8]，今玉井北極殿附近。
- 木岡社：今臺南市左鎮區睦光里。
- 茅匏社：又稱芋匏頭社，位於今臺南市玉井區九層林。
- 夢明明社：今臺南市玉井區望明里（原臺南縣玉井鄉望明村）[32]。
- 大武壠派社：今臺南市白河區六溪里。1650年代末期，部分大武壠社族人被荷蘭人勸令下山，遷居臺南白河、東山一帶，成為清代登錄於志冊上的「大武壠派社」[38]，為現今之六重溪部落。而後乾隆年間，部分原居玉井盆地的大武壠族人又受到西拉雅族人的近逼，往北翻越六重溪南側的桶頭山與大凍山等山，到達哆囉嘓社東部山麓，加入大武壠派社。目前部落旁枕頭山上的碧雲寺入口處仍豎立一塊1811年所刻的「玉枕火山碧雲寺募為緣業碑記」，上有「大武壠派社番目荒埔園」等字樣。

另根據日本東京大學語言學教授土田滋及中央研究院院士李壬癸近年來的研究結果，以下區域原本應也屬於大武壠語區：
- 灣裡：今臺南市善化區一帶。
- 灣丘：今臺南市楠西區灣丘里。
- 橋頭：今臺南市新市區一帶。
- 麻豆：今臺南市麻豆區一帶。

### 近代族群分佈
鄭成功統治時期，在台南平原實施「軍屯」政策，加上清代初期的渡台禁令效果不彰，漢人一波波來台拓墾，對於台南平原的西拉雅族造成相當大的生存壓力，導致族人開始往東方淺山丘陵移住，進而迫使當地的大武壠族人開始往其他山區移動。
大武壠頭社族人最晚於1744年遷移至楠梓仙溪流域的甲仙埔、阿里關、四社寮及小林村等地，原大武壠頭社後為哆囉嘓社侵佔；茄拔社族人遷至杉林、甲仙一帶，原舊社為目加溜灣社所侵佔；霄裡社族人遷至杉林一帶，原舊社為西拉雅族 Tapaui 社佔據；最後以芒仔芒社為主的族人於乾隆中葉輾轉經杉林枋寮遷徙至荖濃溪流域的六龜里、下荖濃、頂荖濃等地，原舊社為漢人侵佔。19 世紀初，部份高雄地區的大武壠族人再次沿著新武呂溪遷移至今花東縱谷關山、池上至玉里一帶。

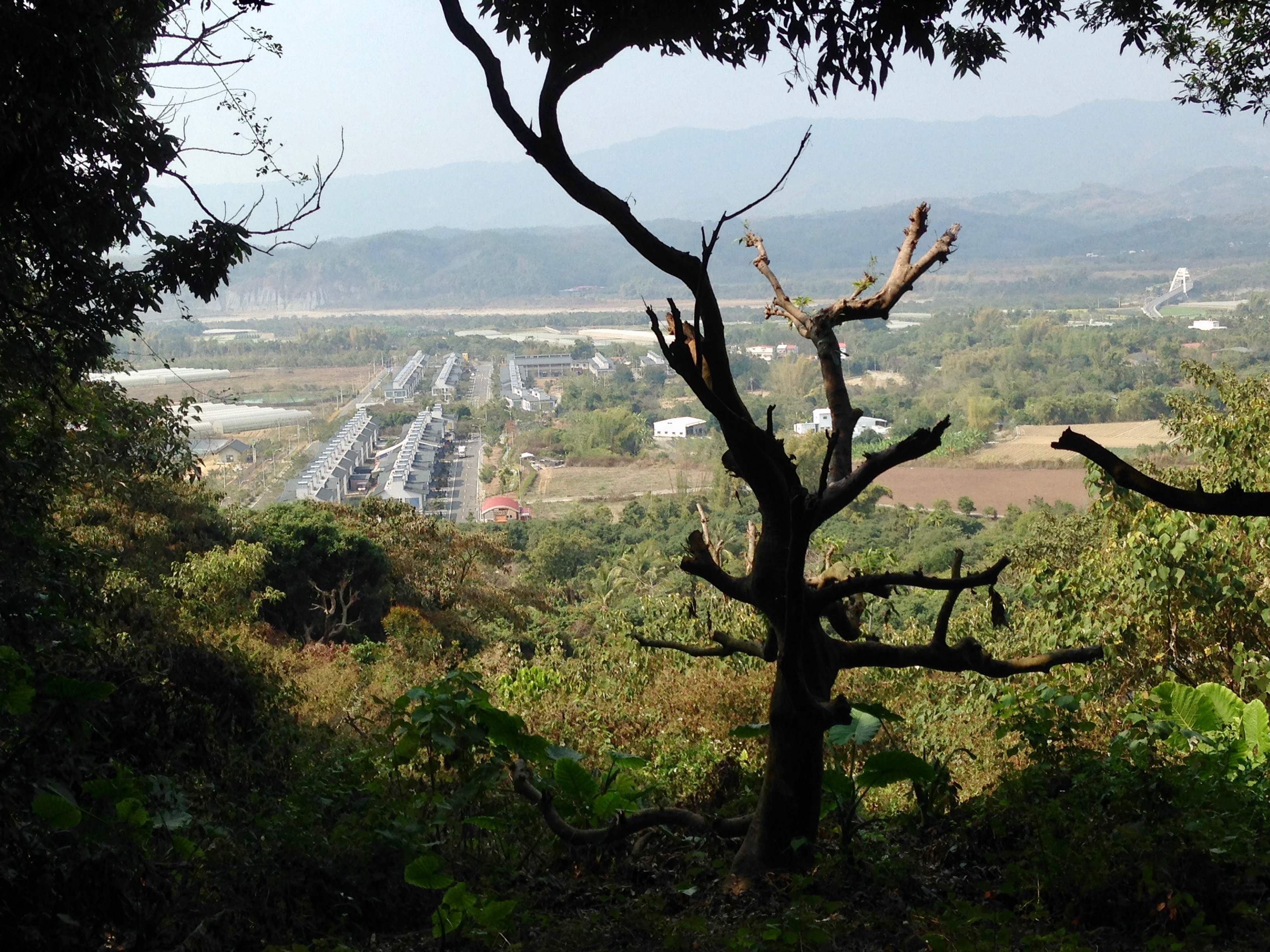
日光小林社區，是八八風災後部分小林村大武壠族人在高雄市杉林區的新居地

台灣目前主要的大武壠族部落如下：

#### 高雄
- 小林村：高雄市甲仙區小林里，屬於大武壠頭社系統。
- 阿里關：高雄市甲仙區關山里，屬於大武壠頭社系統。
- 匏仔寮：高雄市甲仙區寶隆里，原屬於茄拔社系統，在過去 100 年與小林村等地族人有長期通婚，現今當地許多族人來自小林村。
- 大丘園：高雄市甲仙區大田里大坵園，屬於茄拔社系統。
- 頂公館：高雄市內門區金竹國小西北，屬於茄拔社系統。
- 下公館：高雄市內門區溝坪國小西北側，屬於茄拔社系統。
- 杉林：高雄市杉林區杉林里，屬於霄裡社系統。
- 枋寮：高雄市杉林區集來里金興社區，屬於芒仔芒系統。
- 荖濃：高雄市六龜區荖濃里，屬於芒仔芒系統。
- 六龜：高雄市六龜區六龜里，屬於芒仔芒系統，最遲於雍正年間（1735 年前）已遷至六龜的新威、新寮等地。[41]

2009年莫拉克颱風重創小林村，族人被迫遷至三地重建家園：
- 五里埔（小林一村）：位於高雄市甲仙區小林里五里埔小林社區。
- 日光小林（小林二村）：位於高雄市杉林區上平里日光小林社區。
- 小愛小林（小林三村）：位於高雄市杉林區月眉里小林大愛社區。

#### 臺南

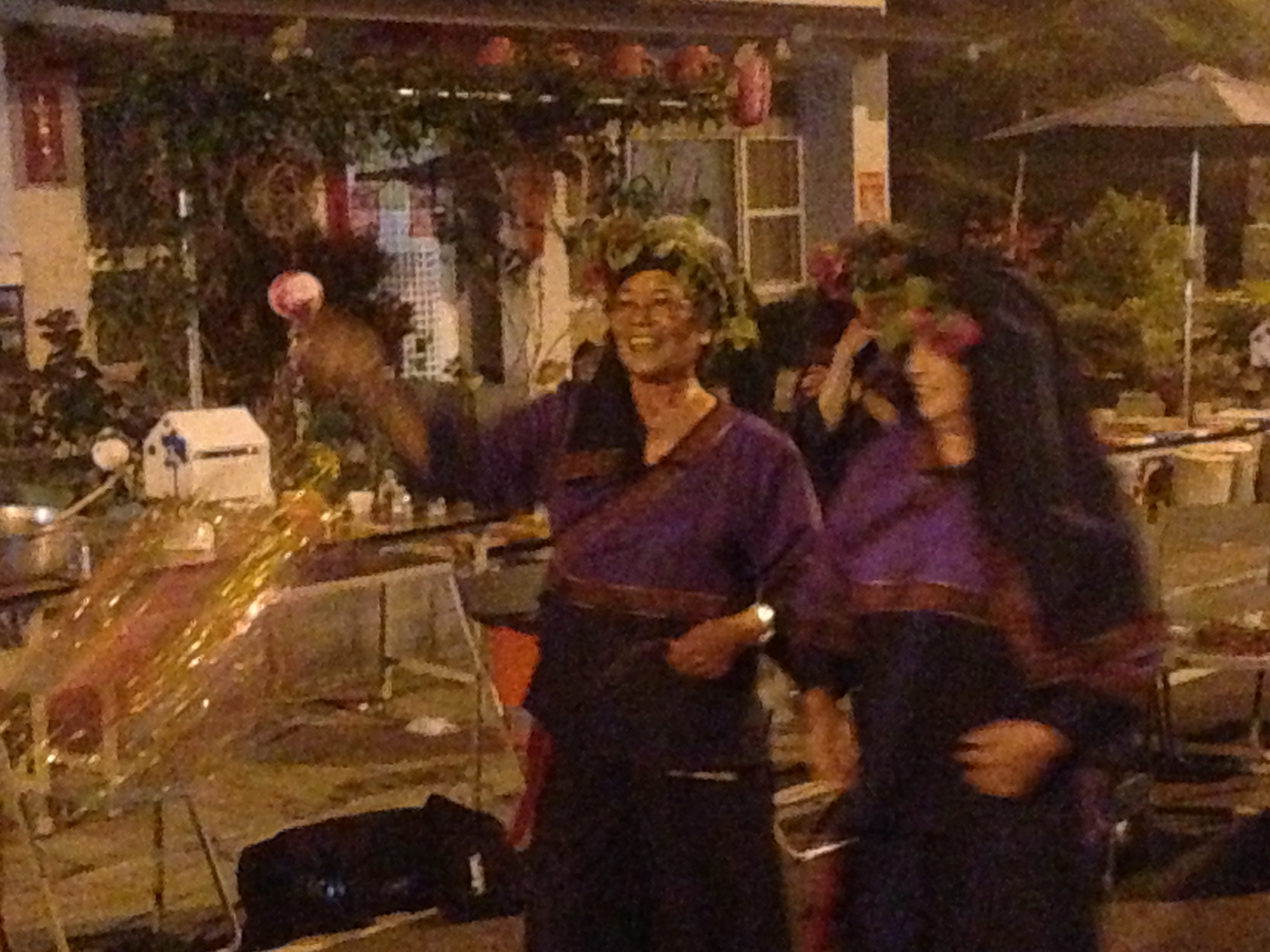
日光小林大武壠族人於 2014 年復振查某暝情形，女性耆老於現場玩「甩菜袋」

- 六重溪：臺南市白河區六溪里，屬於大武壠頭社系統。[36]
- 溪東：臺南市南化區溪東，屬於大武壠頭社系統。1980年代南化水庫開始興建，部落遭強制遷村，導致族人四散。

#### 花蓮
- 大：花蓮縣富里鄉東里村，主要居民為大武壠及馬卡道族，也有少部分西拉雅族人，但太祖信仰、歌謠等文化特徵主要為大武壠族[42]。

除此之外，另花東地區之玉里、觀音山、馬加祿、萬寧、羅山、明里、富南、新開園、關山、城山、寧埔、竹湖、沙汝灣、小港等，亦為大武壠族於台灣東部之主要居地。

### 人口推估

#### 荷治時期
根據中村孝志〈荷蘭時代的臺灣番社戶口表〉，荷治時期大武壠社人口數如下：
| 年代   | 1647  | 1648 | 1650 | 1654 | 1655 | 1656 |
| ------ | ----- | ---- | ---- | ---- | ---- | ---- |
| 人口數 | 1,004 | 1004 | 971  | 792  | 785  | 639  |
| 戶數   | 221   | 273  | 236  | 207  | 201  | 164  |

#### 日治時期
根據日人於1910年之《明治四十三年熟蕃戶口及沿革調查綴》，並依據日治時期學者之語言分類及當代學者對庄社所屬社群之分類研究，部分大武壠族為主之庄社人口如下：
| 廳       | 戶數  | 人口  | 社名 |
| -------- | ----- | ----- | --- |
| 蕃薯藔廳 | 1,115 | 6,188 | 阿里關、大丘園、茄苳湖、十張犁、山杉林、六龜里、荖濃溪、土壠灣、新                                                       |
| 臺東廳   | 478   | 2,882 | 里壠、新開園、大庄、萬人埔、馬加錄、針塱、迪佳、蔴汝、織羅、猛仔蘭、馬久答、石寧埔、沙汝灣、彭仔存、大竹湖、大掃別、小竹湖 |
| 鹽水港廳 | 60    | 294   | 口宵里、白水溪、六重溪                                                                                                   |
| 臺南廳   | 53    | 269   | 灣坵、北藔、竹頭崎 |

上述庄社共9630人，其中以阿里關庄之人數最多，男女共計1,176人；其次為六龜里、土壠灣及荖濃溪社，分別有955、920、759人。
除此之外，下列庄社亦有大武壠族人混居：
| 廳     | 戶數 | 人口  | 社名                                             |
| ------ | ---- | ----- | ------------------------------------------------ |
| 臺東廳 | 323  | 1,771 | 大坡、公埔、螺仔溪、頭人埔、堵港埔、躼躼埔、里行 |

#### 近代
前高雄縣曾於2009年4月由各戶政事務所初步普查，平埔族群人數約14,099人，以六龜3,853人為最，多數為大武壠族人。緊接著花蓮縣富里鄉、高雄市等未正名原住民族以大武壠族為多之地方政府相繼在2013年開放「熟（番）」註記後，截至2018年登記人數不超過千人，與 2009 年普查人數有差距，顯示多數族人仍未前往登記：
|              | 登記人數 | 資料時間      |
| ------------ | -------- | ------------- |
| 高雄市       | 237      | 2016年9月13日 |
| 花蓮縣富里鄉 | 100      | 2016年8月25日 |
| 總計         | 337      |               |

據簡文敏等學者以日治時期的種族登記推估，目前臺灣的大武壠族後裔可能超過2萬，是臺灣僅次於馬卡道族人數次多的未正名原住民族。僅小林村在全盛時期，人口就已近2千人，曾為台灣人口最多之大武壠族部落。

## 語言

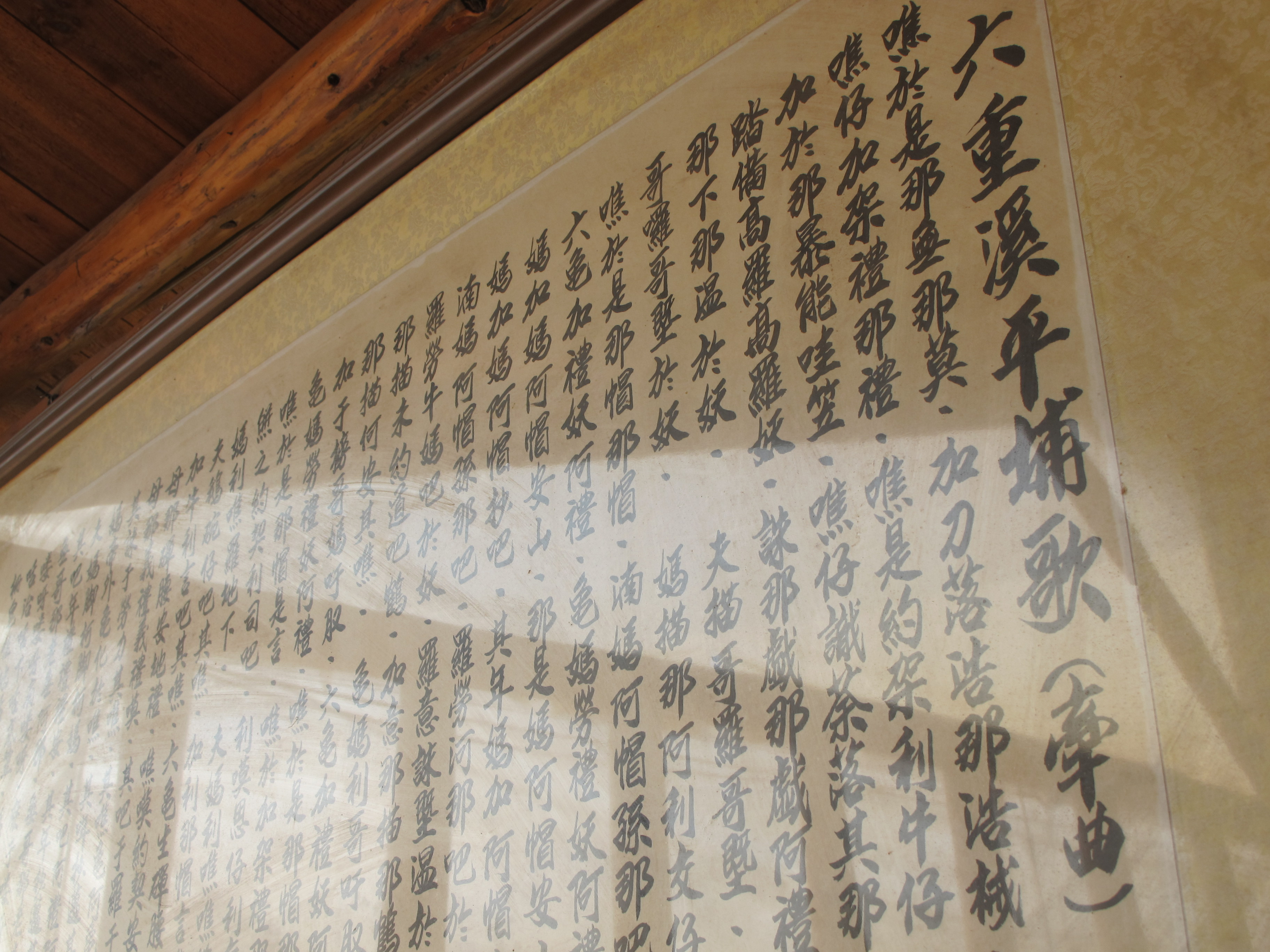
臺南六重溪部落大武壠族人以漢字拼寫大武壠語祭歌

過往部分文史工作者視大武壠族為西拉雅族分支，原因之一為荷蘭人以西拉雅語同時在包含大武壠社等八個部落傳教，大武壠族因而被視為西拉雅語使用者。然而這樣的觀念已從幾點證據與發現而逐漸被修正。

### 荷蘭文獻
《熱蘭遮城日誌 III》p.6-8 明確指出大武壠族有自己的語言，荷蘭人與 Cannacannavo 族（卡那卡那富族）領袖交談，需先翻譯為新港語（西拉雅語），再經過 Tarroequan 語（可能為某魯凱語方言或某排灣語方言）及大武壠語的轉譯：
「在 Cannacannavo（卡那卡那富）：（領袖）是 Aloelavaos，跟他交談，必須用新港的語言、Tarroequan（大路關）的語言和 Tevorang（大武壠）的語言翻譯⋯⋯」

### 歷史語言差異
根據前中研院史語所副所長李壬癸博士與日本語言學家土田滋研究，大武壠語、西拉雅語及馬卡道語三者之間至少有四種音韻演變的差異及一種構詞上的差異：
1. 西拉雅語和馬卡道語的 r 對應大武壠語的 h 或消失，如西拉雅語的 turu（三）對應大武壠語的 tuhu，或西拉雅語的 rima（五）對應大武壠語的 hima。
2. 西拉雅語和大武壠語的 l 對應馬卡道語的 n、l 或 r，如西拉雅語的 wali（牙齒）對應馬卡道語的 wari。
3. 西拉雅語的 s 對應大武壠語的 r 或 d，如西拉雅語的 sa（和）對應大武壠語的 ra 或 da，或西拉雅語的 raos（西邊）對應大武壠語的 raur。
4. 西拉雅語在元音之間的舌根音 k 和 g 在大武壠語已脫落，如西拉雅語的 ako-saij（沒有）對應大武壠語的 au-saij，或西拉雅語的 dagogh（價錢）對應大武壠語的 daoh。

構詞上，西拉雅語表示「未來」的動詞後綴為 -ali、-ili（新港社）或 -ati、-ili（卓猴社），而大武壠語是 -ah（灣裡社、麻豆社），馬卡道語則是與西拉雅語同源的 -ani（下淡水社）。
整理如下：
|                             | 西拉雅語 | 大武壠語 | 馬卡道語 | 古南島語  |
| 音韻演變（1）               | r        | Ø~h      | r        | < *l      |
| 音韻演變（2）               | l        | l        | n        | < *N      |
| 音韻演變（3）               | s        | r, d     | r, d     | < *D, *d  |
| 音韻演變（4）               | -k- -g-  | Ø Ø      | -k- ---- | < *k < *S |
| 構詞差異 （表「未來」詞綴） | -ali     | -ah      | -ani     |           |
| --------------------------- | -------- | -------- | -------- | --------- |

由各地語料上的差異規律，李壬癸發現麻豆社與灣裡社有相同的音韻與構詞變化，應同屬大武壠語，而非西拉雅語；而荷蘭時期最重要的「西拉雅語」語料《The Formulary of Christianity in Formosan Siraya Dialect》及《馬太福音》也應有半數以上由大武壠語寫成，而非西拉雅語。新港文書中採集自大武壠社及麻豆社的語料也應為大武壠語。
李壬癸推論南部平原西拉雅語、大武壠語及馬卡道語約在三千多年前就開始分化，只是17世紀荷蘭人據臺後，採用臺南新港社西拉雅語作為通用語，造成各族群間語言逐漸同化。

### 香蕉白話
高雄甲仙小林村、阿里關、匏仔寮、台南白河六重溪等部落的少數大武壠族人，至今仍會使用香蕉白話，一種以特定子音及母音穿插於原本母語中，而所形成的密語，據說與20世紀初期族人抗日有關，為了不讓外人明白對話，因而發展出。
例如以下為小林村、匏仔寮一帶的香蕉白話：
| 翻譯       | 來源語   | 原文      | 香蕉白話           |
| ---------- | -------- | --------- | ------------------ |
| 歡迎、請坐 | 大武壠語 | Miunun    | Misiunsununsun     |
| 謝謝、再見 | 大武壠語 | Makahanru | Masakasahansanrusu |
| 我         | 閩南語   | guá       | guasua             |
| 你         | 閩南語   | lí        | lisi               |
| 他         | 閩南語   | i         | isi                |
| 公廨       | 閩南語   | kon-kài   | konsonkaisai       |
| 手         | 閩南語   | tshiú     | tshiusiu           |

## 文化

### 信仰

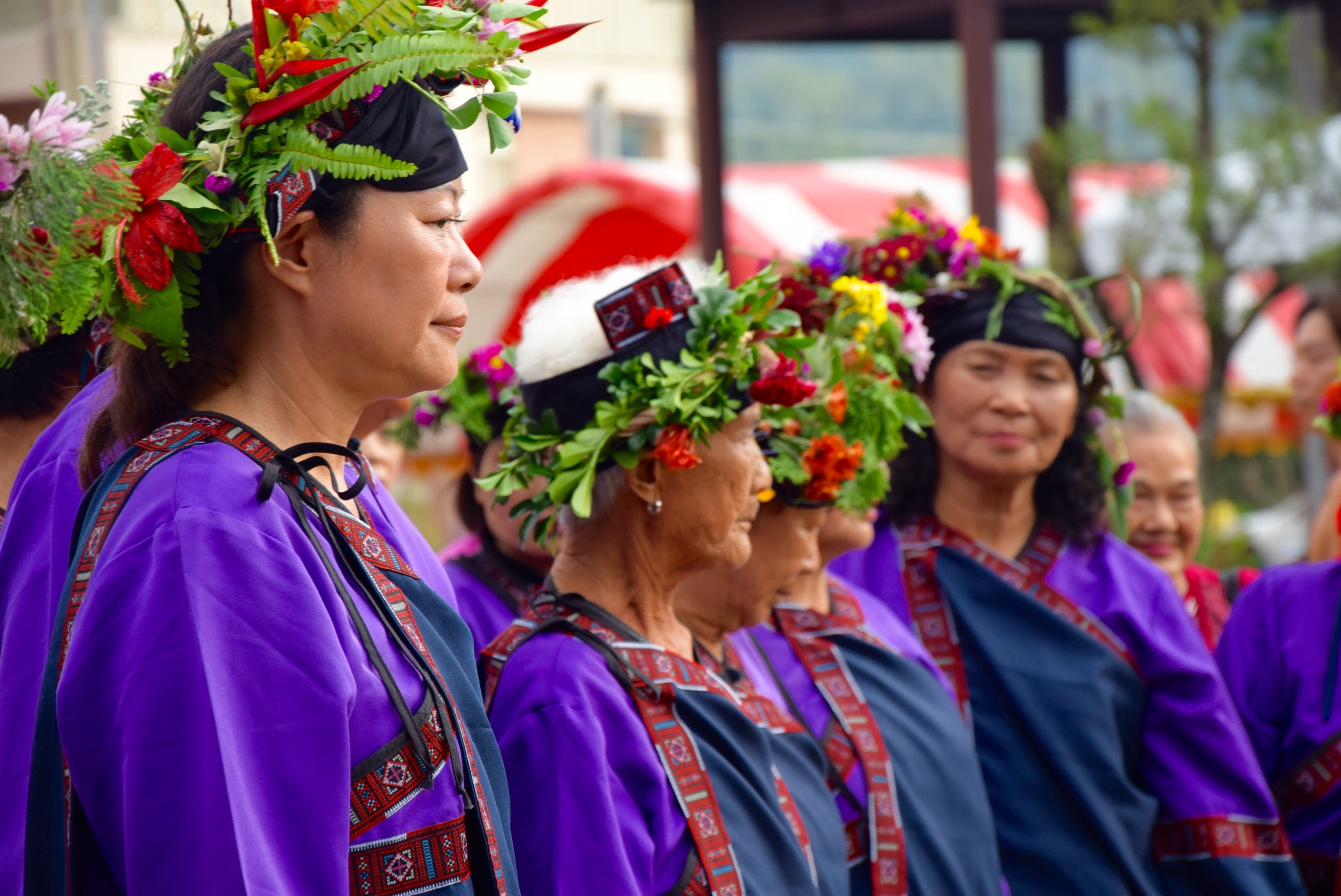
高雄小林村大武壠族人於夜祭當天著傳統服裝情形

「向」唸 hiang，在大武壠語裡與法術、巫術、禁忌有關，例如受太祖祈福過的酒水分別為「向酒」（Mimaw Rarum）、「向水」（Mimaw Palinlin）；立於公廨前的竹為「向竹」（Malubiw）；而公廨中央為「向神座」（Kogitanta Agisen），是太祖的所在。
每年農曆九月十五夜祭後的半年期間是大武壠族之「開向」期間可以狩獵、婚嫁，並可吟唱許多祭歌；直至來年農曆三月十五後開始「禁向」，直至當年農曆九月十五，期間不可狩獵、婚嫁，並禁唱部分祭歌，族人需務農、辛勤工作。
開向與禁向表現了過往大武壠族部落以禁忌拘束族人需隨四季作息、永續生態的表現。

### 節日

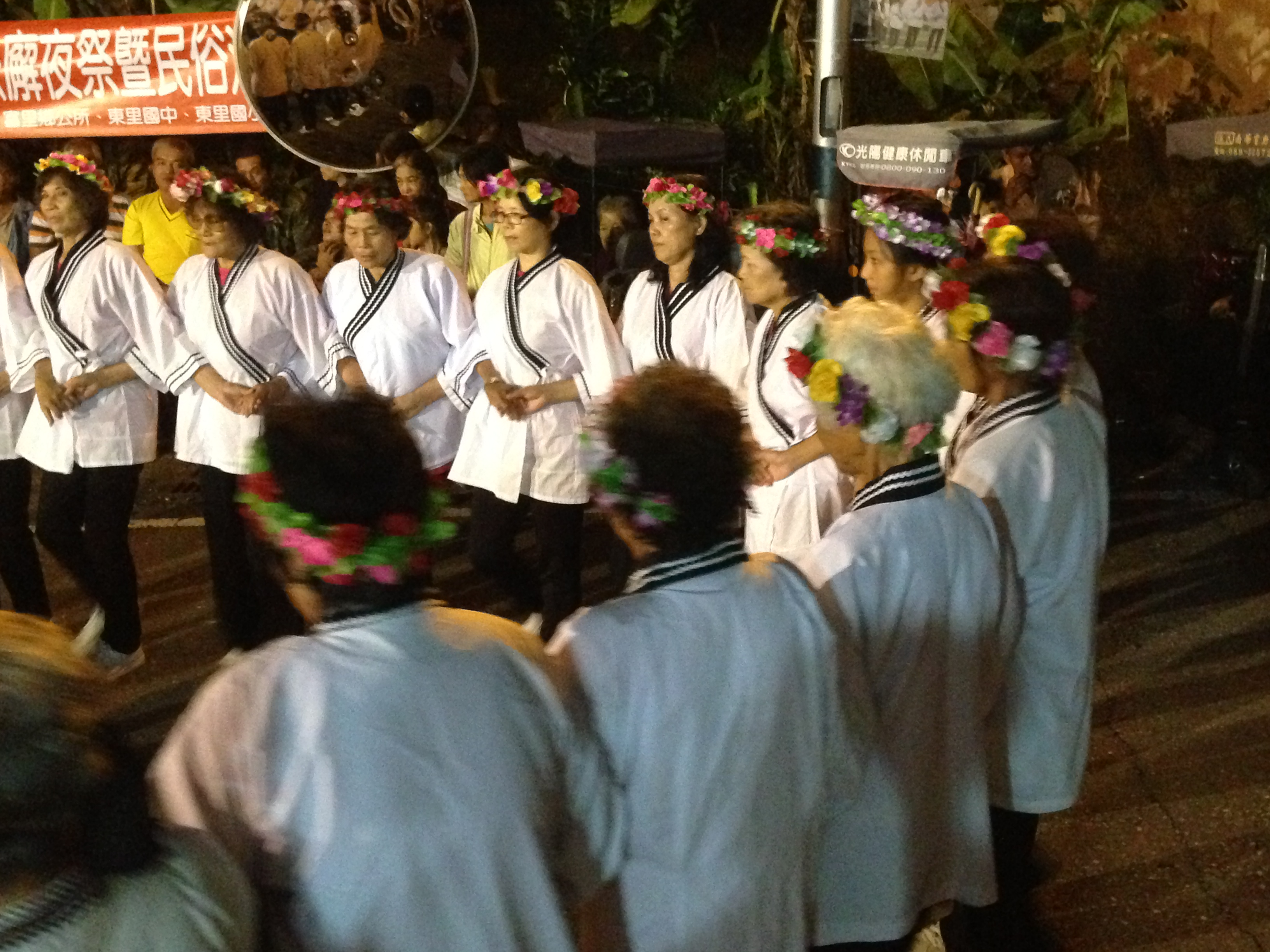
花蓮大庄部落大武壠族人於農曆9月15日舉辦夜祭情形

#### 夜祭
小林部落之守護神稱為太祖（又稱番太祖），設有公廨供奉，故老一輩族人會稱太祖為「Kuba 祖」（Kuba 為「公廨」之大武壠語），訂每年農曆九月十五舉行部落「太祖夜祭」，
在信仰上，大武壠族與鄰近族群如西拉雅族及馬卡道族最大的差異如下：
- 每年夜祭日期均為農曆九月十五，當日「開向」後直至隔年農曆三月十五，再進行半年的「禁向」，直至當年農曆九月十五再次開向。
- 夜祭當晚獻給太祖的歌舞慣稱「牽戲」（unaunaw），而非「牽曲」（西拉雅族）或「趒戲」（馬卡道族）。另相較其他兩族均以女子為舞者，大武壠族牽戲男女皆可牽，且領唱者必定為男子。
- 傳統大武壠族人不拜壺，也不相信祖靈棲於祀壺裡，而是在公廨中央設有「向神座」（包含一根向柱（Kayu）及一具向笴（Agicin）），除了放置獻給太祖的供品，更相信向神座是太祖的所在。
- 公廨前有向竹，每年夜祭當日更換。向竹上根據每部落太祖數目的不同紮有對應數量的「天梯」，並繫上一大束稻草，代替過往繫在向竹上的人頭。

目前每年仍定期舉辦夜祭的大武壠族部落如下，均在農曆九月十五：

##### 高雄
- 小林村（五里埔）
- 阿里關
- 荖濃

##### 花蓮
- 大

##### 臺南
- 六重溪

#### 查某暝
查某暝是小林村大武壠族人的特有節日，於每年農曆元月十五晚上舉行，是女性專屬的節日。當晚部落婦女會精心打扮，化妝、綁頭巾，帶著自製的鑼鼓上街敲打，並且可以盡情戲弄部落男子，要紅包或討酒喝，而男人無論如何都不行拒絕或惱怒。
部落耆老表示，自1940年代開始，就有日本國小老師或警察開始規勸族人勿再參與查某暝，自此開始中斷。直到2014年，日光小林族人才又嘗試復辦此節日。

#### 大武壠歌舞文化節
日光小林族人自2015年開始，於每年農曆三月十五「禁向」前夕於日光小林社區舉辦「大武壠歌舞文化節」，除了增加各地大武壠族人的族群認同，推動族群正名，也藉此推廣大武壠族歌舞文化。

### 神話傳說

#### 變成千軍萬馬的向水
小林村大武壠族人篤信太祖及其祈福過的向水的神力，除了過往部落男子從軍前會到公廨求向水，以佩戴在身上保平安外，據說族人在日治初期的噍吧哖事件等抗日事件逃難時，也曾灑出向水，變出千軍萬馬，協助族人抵禦日本人。

#### 逃走的太祖
傳說匏仔寮部落過去仍有公廨及太祖信仰時，當地7位太祖的形象為7個珠子，只有當每年夜祭之時，尪姨吟唱祭歌，這7顆珠子才會再度飛回公廨，一起參與祭典。平日若族人冒犯了太祖，珠子就會鑽進該人的皮膚裡，使得族人痛苦不堪，直到族人至公廨悔過，或由會處理的人唱歌以安撫太祖，珠子才會離開犯錯族人的身體。
後國民政府來台，一次來自屏東某寺廟的神祇出巡至匏仔寮，認為該部落的太祖太兇、太會捉弄人，便收服了祂們，族人也拆了公廨。只是據說當時最小的太祖僥倖逃走，至今仍在匏仔寮某棵樹上安歇。

#### 荖農生
荖濃部落流傳一則故事：一位稱為「阿生」之男性族人因妻子喪生於鄰近敵對部落出草事件，因此以巨大的草鞋施計，讓敵對部落以為荖濃部落之中有巨人勇士，因而從此成功嚇阻了兩部落的互相出草。於東部的里行社擁有類似的荖濃生傳說，荖濃生在陳氏家族中被稱為老太祖，因妻子被敵對部落出草而亡，冷靜應敵的荖濃生就單獨淺入敵方的聚落，並偷偷放置足以讓敵人們酒醉的酒水於村社之中，趁著敵人們酒醉後開始獵殺，並割下他們的耳朵帶回部落。離去之時，荖濃生利用巨大的草鞋，並倒穿而行，邊走邊用泥土製作巨型糞便，最終不僅報了一箭之仇，甚至讓敵人的部落畏懼巨人出沒一事聞風喪膽，里行的耆老常常會跟孩子敘述荖濃生的戰功，並宣稱荖濃生殺敵吃他們的血與肉、吃他們沒穿鞋的腳底，至今此一故事仍在部落裡廣為流傳。日治前期里行人與布農人對戰時，仍有許多攻略方式是比照荖濃生的經驗為主，他們說荖濃生以前跟敵人作戰就是靠著稻田裡的水影，一但他們入侵，看水影就知道了。因此他們就會在對方開槍前趴下，待對方來取人頭時進行逆襲，後來確實也靠著這些經驗射殺很多的敵人，並切下他們的腳底來吃(里行記事)。

## 重大事件

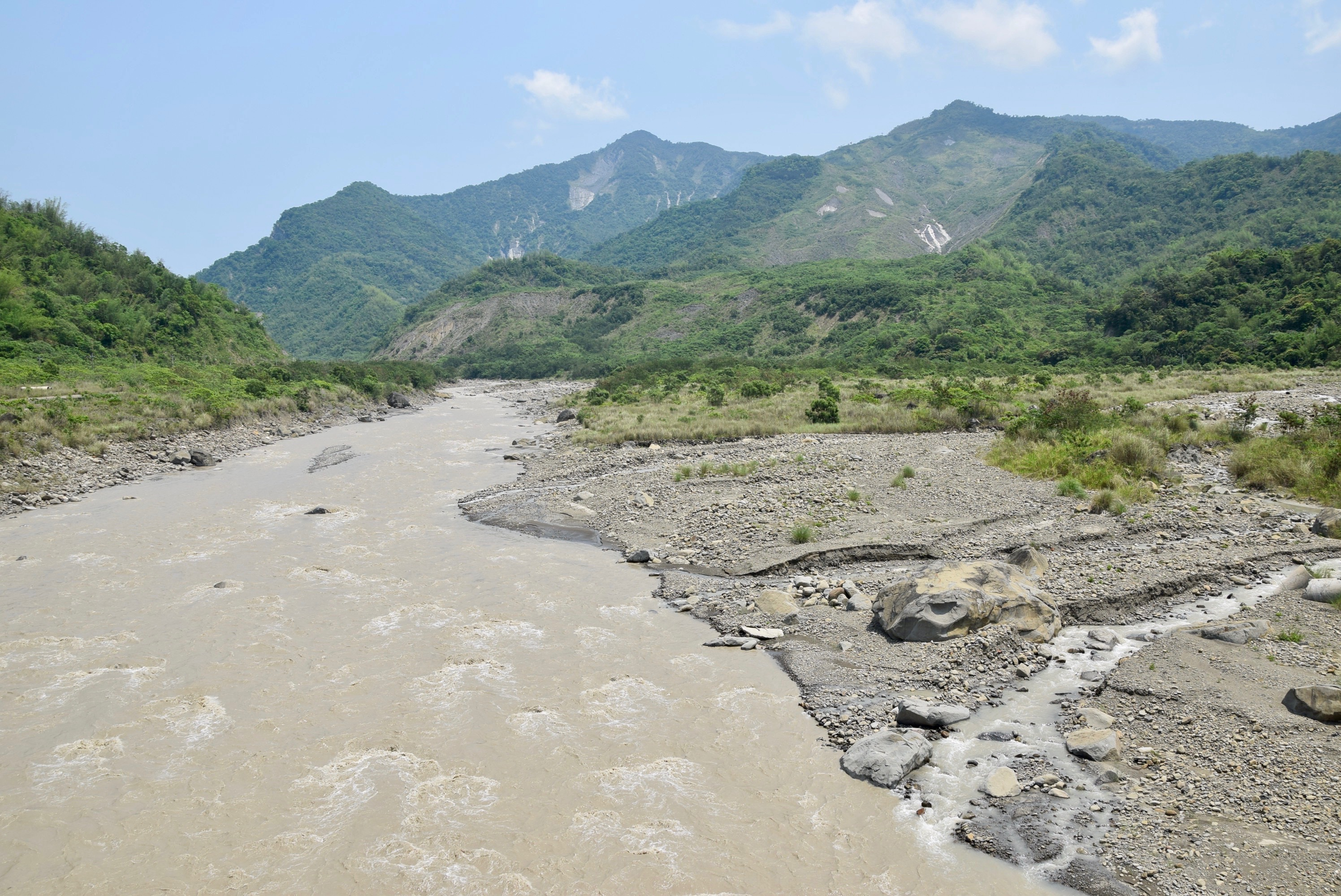
八八風災後，靜靜沈睡在獻肚山下的小林村遺址

### 莫拉克風災
2009年莫拉克風災前大部份大武壠族人口居住於高雄市甲仙區小林里9至18鄰小林聚落聚落地區，居民務農為主，該處大部分為日治時期由台南南化、玉井一帶遷至該處的大武壠族人，以及透過婚嫁而遷進之少數西拉雅族、馬卡道族及閩南人。
莫拉克八八水災重創南台灣，造成小林部落被五層樓高的土石掩埋，將近500名大武壠族村民慘遭活埋死亡。八八水災之後，小林村的居民在甲仙區小林里五里埔小林社區、杉林區上平里日光小林社區、杉林區月眉里小林大愛社區等三個地方進行重建，做為遷村安置村民的地方。
屬於舊小林村的五里埔設有全國第一座平埔文化館。

## 知名人物
- 王天路：國寶級工藝師，來自高雄市甲仙區舊小林村，2008年過世。
- 潘萬金（1932年3月28日-2021年5月4日）：花蓮富里大庄部落大武壠族，「臺灣平埔原住民協會」創會會員暨「花蓮縣富里鄉平埔協會」創會理事長，長期推動平埔族群復名運動，有豐富民族知識，對東部地區平埔族群歷史與遷移史及在地儀式等知識知之甚詳，是許多研究者的報導人，獲頒2021年「世界原住民族高等教育聯盟」原住民智慧耆老獎。[54]
- 李文瑞：國內專營部落旅遊20年之瘋馬旅行社總經理，來自花蓮高寮。
- 孫業琪：原民植物纖維研究暨工藝師，來自臺南六重溪。
- 劉崇鳳：作家，畢業於成大中文系，曾獲國藝會文學創作補助、書寫高雄創作獎助、林榮三文學獎等，曾入選九歌106年散文選。著有《聽，故事如歌》、《活著的城──花蓮這些傢伙》、《我願成為山的侍者》。外婆為六龜部落大武壠族人。

## 知名團體

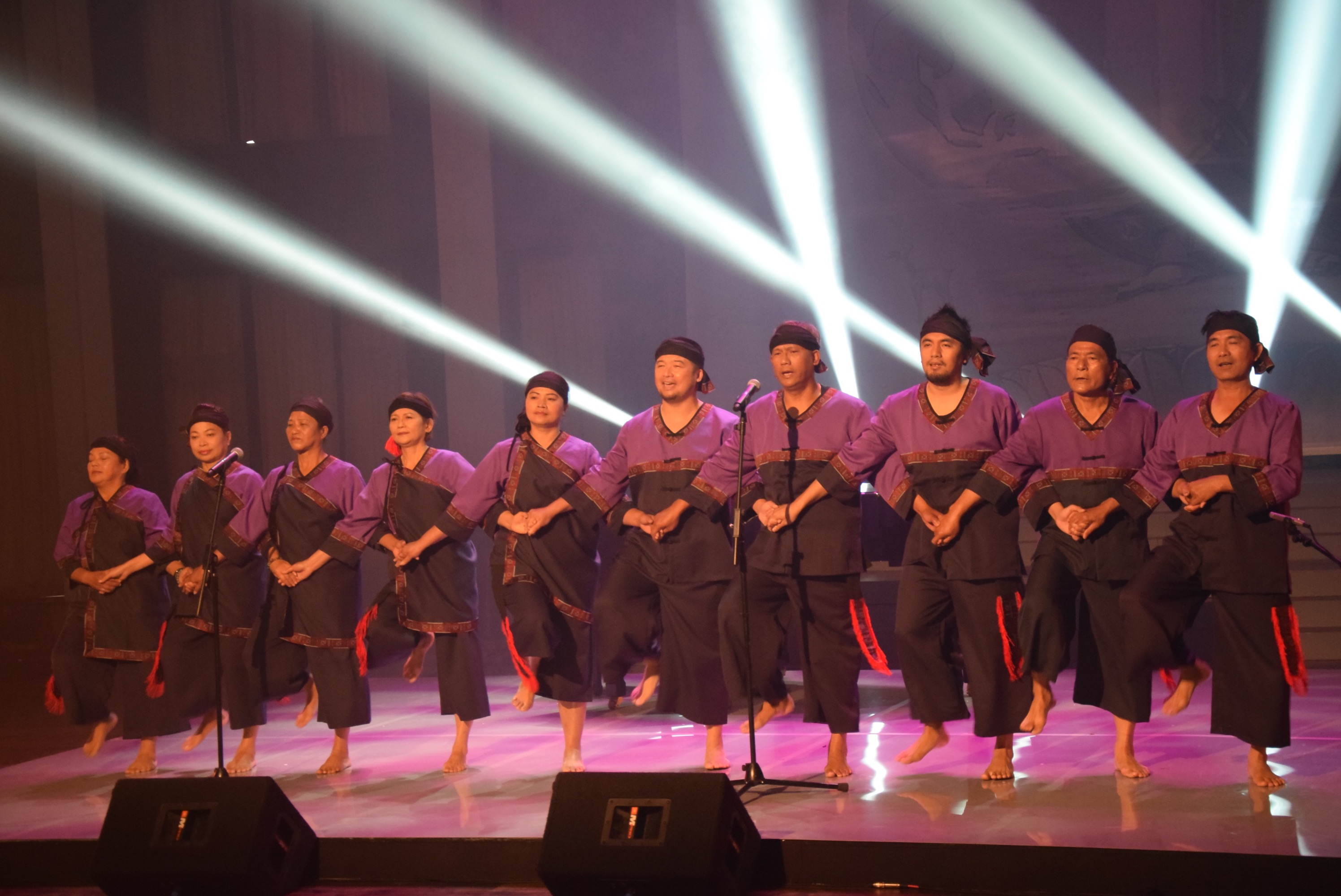
大滿舞團受邀於大愛電視台演出

- 大滿舞團：由日光小林村大武壠族人於2011年底成立，初衷為重建災後部落居民的心靈，現已成為傳承大武壠族古謠的重要團體，傳唱包含《Kalawahe》、《Lawkhema》及《祭品之歌》等大武壠語重要古調，繼2015年中赴日本311地震重建區義演後，2017年8月再次獲「亞洲原住民族聯盟」（AIPP）邀請，前往馬來西亞「雪蘭莪國際原住民族藝術節」演出。[55]

## 外部連結
- 大滿舞團 （页面存档备份，存于）
- 中央研究院南島語數位典藏
- 中央研究院語言學研究所（页面存档备份，存于）
- 甘治士的《台灣略記》：17世紀西拉雅族的人類學報告書（页面存档备份，存于）
- 荖濃國小平埔族溯源與正名影片 The Indestructible Belonging Laonong Elementary School （页面存档备份，存于）
- 看見小林！Mahanru Taivoan!（页面存档备份，存于）